# Thyene grassei
Thyene grassei là một loài nhện trong họ Salticidae.
Loài này thuộc chi Thyene. Thyene grassei được Lucien Berland & Millot miêu tả năm 1941.